# Eilema barbata
Eilema barbata là một loài bướm đêm thuộc phân họ Arctiinae, họ Erebidae.